# Čertova diera (system Domica-Baradla)
Čertova diera (pol. Czarcia Dziura) – jaskinia krasowa w Krasie Słowacko-Węgierskim na Słowacji, wchodząca obecnie w skład rozciągającego się po obu stronach granicy słowacko-węgierskiej wielkiego systemu jaskiniowego Domica-Baradla. Aktualnie (2016 r.) w nomenklaturze słowackiej uznawana jest za część jaskini Domica.

## Położenie
Čertova diera tworzy najbardziej na zach. wysunięty fragment wspomnianego systemu jaskiniowego Domica-Baradla. Jej przepaścisty otwór wejściowy leży na wysokości 370 m n.p.m., w zarośniętym zapadlisku krasowym na skraju lasu, na pd.-zach. stoku wzgórza Čertova diera (465 m n.p.m.). Jaskinia znajduje się na terenie wsi Kečovo w powiecie Rożniawa. Leży w granicach Parku Narodowego Kras Słowacki.

## Charakterystyka
Jaskinia powstała w triasowych wapieniach „wetersteinskich”, zaliczanych do płaszczowiny silickiej. Składa się z czterech rozległych komór, połączonych korytarzami, o łącznej długości 180 m. W dolnych częściach jaskini istnieje aktywny tok wodny zwany Styksem, który zaczyna się w ponorze niedalekiej jaskini Líščia diera (speleologicznego połączenia Čertovej diery i Líščej diery nie udało się dotąd dokonać), po czym płynie dalej do jaskini Domica.

## Dzieje poznania przez człowieka
Już z okresu neolitu pochodzą z jaskini ślady pobytu ludu kultury bukowogórskiej. W młodszej epoce brązu przebywali w jej otoczeniu twórcy kultury kyjatyckiej, po których pozostały tu również ludzkie szczątki. W czasach nowożytnych pojawiali się w niej Celtowie, ludzie zaglądali do niej również w późnym średniowieczu. Przez otwór, znany miejscowej ludności, spenetrował jaskinię z końcem lat 20. XX w. Ján Majko, który w 1929 r. znalazł połączenie Čertovej diery z Domicą. W 1950 r. jaskinię splanował A. Droppa.

## Ochrona jaskini
Jaskinia nie jest udostępniona do zwiedzania.